# AmigaOne

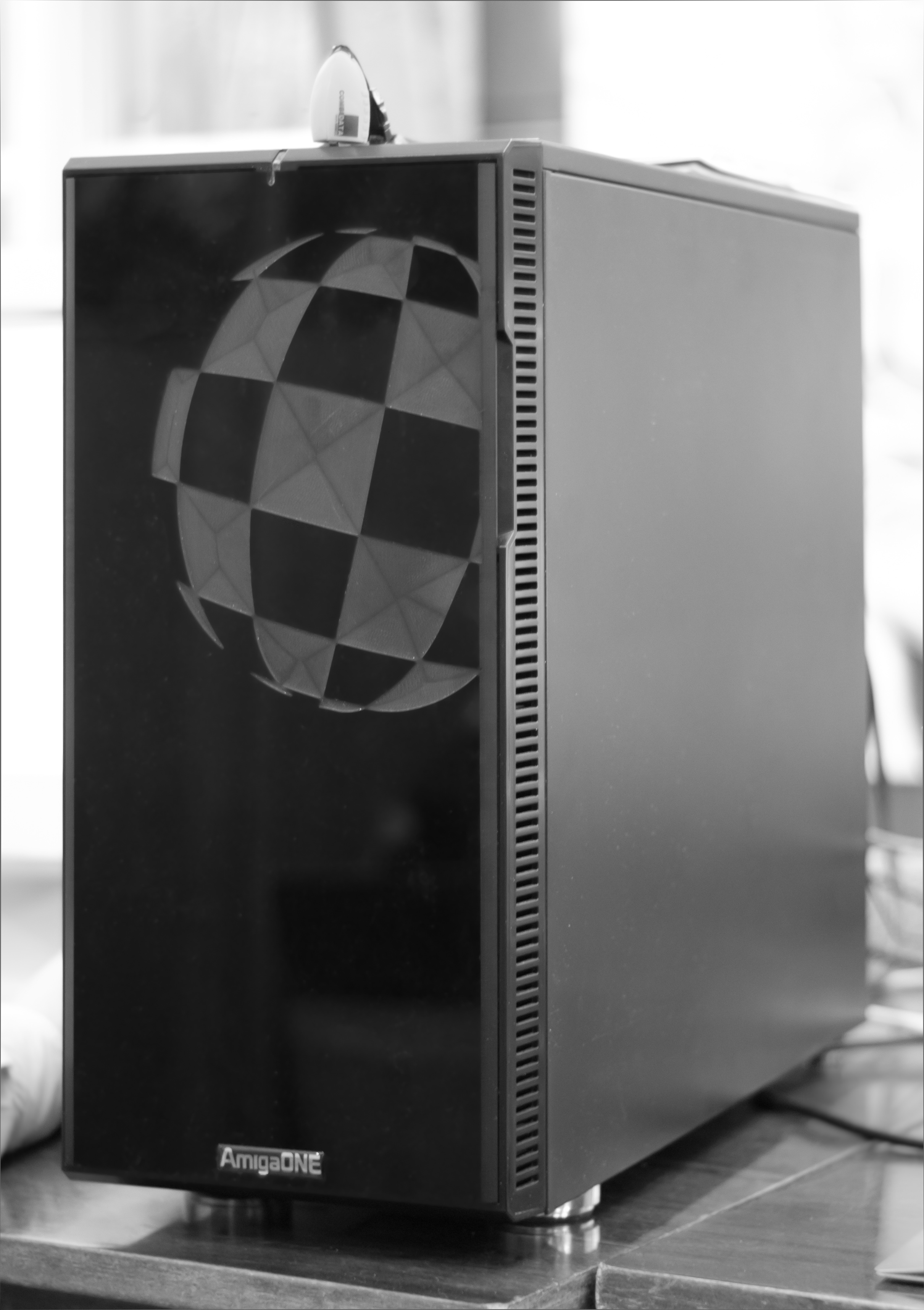
AmigaOne X1000

AmigaOne – linia komputerów produkowana przez firmę Eyetech na licencji Amiga Inc. w latach 2000–2005 oraz przez firmę A-EON Technology od roku 2009 do dziś.
Pierwotne plany firmy Eyetech zakładały skonstruowanie dwóch kart rozszerzeń o nazwach: AmigaOne 1200 PPC i AmigaOne 4000 PPC, oraz nowej płyty głównej AmigaOne. Ostatecznie jednak zrezygnowano ze wspierania klasycznej linii Amig, decydując się na produkcję nowej linii komputerów. W ten sposób powstały następujące modele: AmigaOne-SE G3, AmigaOne-XE G4, Micro A1, MicroA1-C, oraz MicroA1-I, która nie doczekała się realizacji. Firma A-EON produkuje obecnie model o nazwie X1000 i planuje go zastąpić projektowaną rodziną modeli X5000.

## AmigaOne-SE G3
Jest to pierwszy model z serii AmigaOne, którego producentem jest firma Eyetech. Na płycie głównej, zgodnej ze standardem ATX, znalazł się procesor PowerPC G3 600 Mhz. Można do niej dołączyć karty graficzne, muzyczne i telewizyjne, zarówno w standardzie PCI, jak i AGP. Obsługiwane systemy operacyjne to: AmigaOS 4, Linux PPC i MacOS (poprzez MacOnLinux lub PegXMac).
Specyfikacja:
- Procesor PowerPC G3 600 MHz
- Maksymalnie 2 GB pamięci RAM (DIMM 133 MHz)
- 2 złącza IDE (do 4 urządzeń)
- Mostek północny Articia S, mostek południowy VIA 82C686B
- Slot AGP x2, 4 gniazda PCI (3 × 33 MHz, jedno 66 MHz)
- Port Fast Ethernet (na układzie 3Com 920C)
- 4 porty USB 1.1
- 2 złącza PS/2
- 2 porty szeregowe (kompatybilne z UART 16650)
- 1 port równoległy EPP/ECP
- Port IrDA

## AmigaOne-XE G4
Płyta, zgodna ze standardem ATX, może być montowana w zwykłych obudowach przeznaczonych dla komputerów klasy PC. Podobnie jak w przypadku AmigaOne SE istnieje możliwość podłączenia zwykłych kart graficznych, muzycznych, etc., posiadających interfejs AGP lub PCI. Obsługiwane systemy operacyjne to: AmigaOS 4, Linux PPC, MacOS (poprzez MacOnLinux lub PegXMac).
Specyfikacja:
- Procesor PowerPC G3 lub G4 800 MHz (w zależności od dystrybutora niektóre modele są taktowane zegarem 933 MHz lub 1 GHz.
- Do 2 GB RAM (DIMM 133 MHz)
- 2 złącza IDE (do 4 urządzeń)
- Mostek północny Articia S, mostek południowy VIA 82C686B
- Gniazdo AGP x2, 4 gniazda PCI (trzy z nich – 33 MHz, pozostały 66 MHz)
- Port Fast Ethernet na układzie 3Com 920C
- 4 porty USB 1.1
- 2 złącza PS/2
- 2 porty szeregowe (kompatybilne z UART 16650)
- 1 port równoległy EPP/ECP
- 1 port IrDA

## Micro A1
Zgodnie z nazwą rozmiary tej płyty głównej są niewielkie: 170 mm × 170 mm. Istnieje możliwość montażu w każdej obudowie przeznaczonej dla komputerów klasy PC. Obecnie istnieje tylko jeden model tej płyty o nazwie MicroA1-C, ponieważ wersja MicroA1-I nie została przeznaczona na sprzedaż. Płyta MicroA1-C posiada jeden port PCI, który może zostać rozszerzony do trzech slotów za pomocą specjalnej przelotki. Ponadto posiada wmontowaną już na stałe kartę graficzną, układ dźwiękowy, port USB i kanał IDE.
Specyfikacja płyty Micro A1 w wersji standardowej (MicroA1-C):
- Standard płyty: Mini-ITX (170 × 170 mm)
- Procesor MicroA1-C
- Gniazdo SO-DIMM PC133, obsługujące moduły do 2 GB pamięci
- Port równoległy EPP/ECP, 2 porty szeregowe, port joysticka i MIDI, złącze PS/2
- 4 porty USB 1.1
- Fast Ethernet (10/100 Mbit/s) na układzie 3Com 920C
- Układ muzyczny Cmedia CMI8738 z dźwiękiem 6-kanałowym
- 2 kanały IDE Ultra-DMA-100 (kontroler VIA82C686B), jedno złącze 40-pinowe dla dysków 3,5", jedno złącze 44-pinowe dla dysków 2,5"
- 1 slot PCI z możliwością rozszerzenia do 3 gniazd
- Układ graficzny ATI Radeon 7000 AGP zamontowany na stałe z 32 MB pamięci graficznej
- Mostek północny Articia S, mostek południowy VIA 82C686B

## AmigaOne X1000

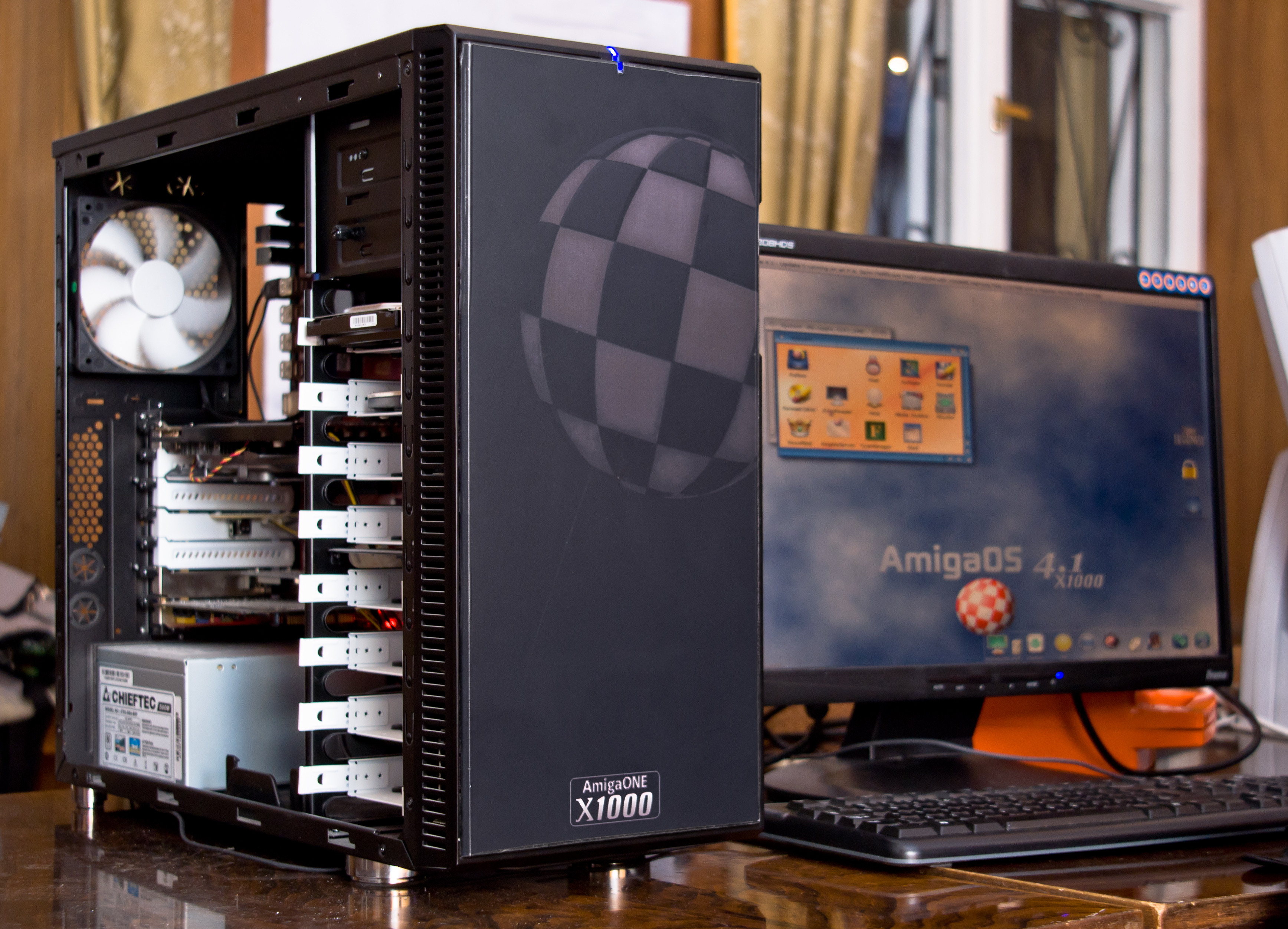
AmigaOne X1000 z uruchomionym systemem AmigaOS 4.1

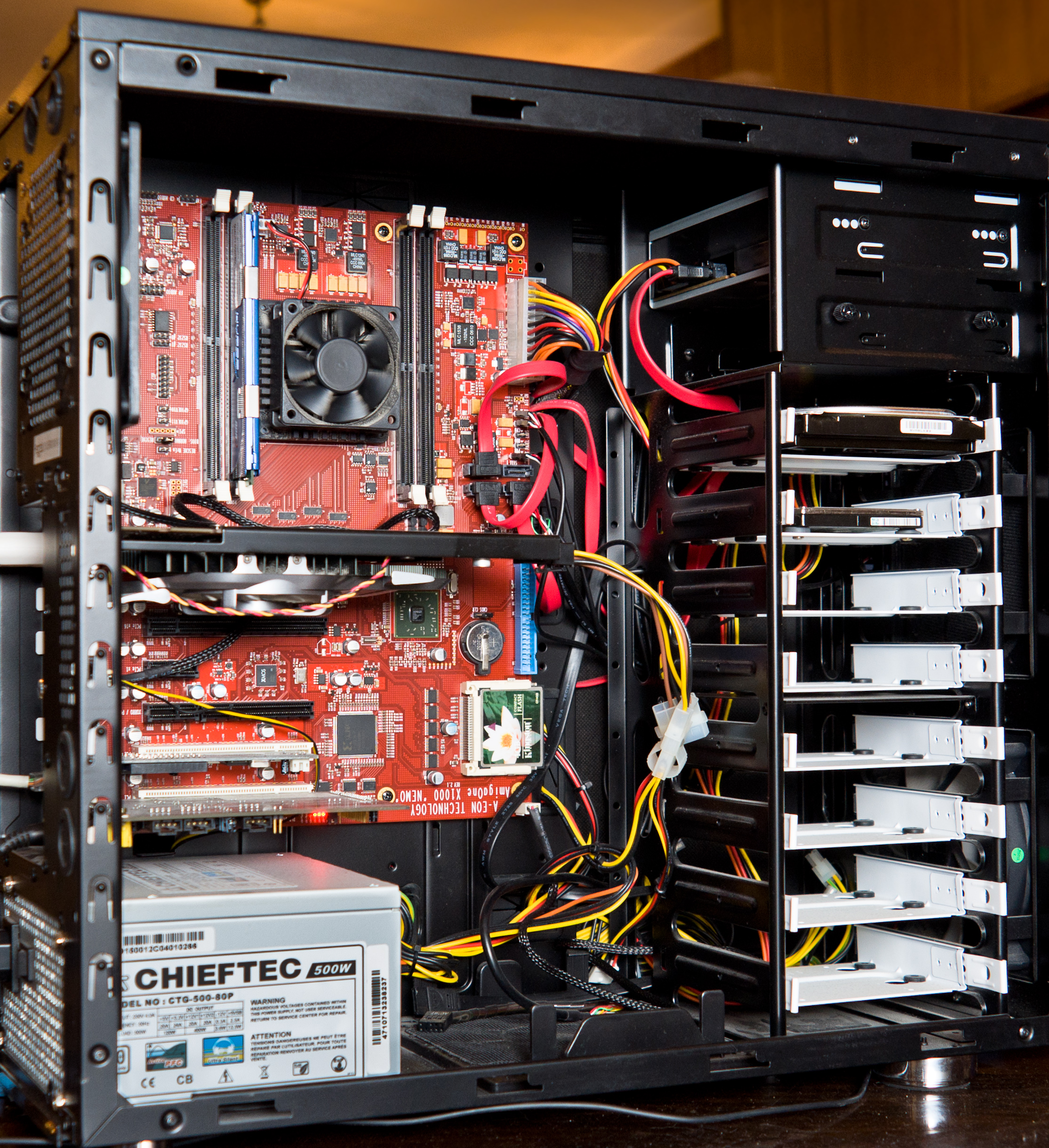
Wnętrze komputera AmigaOne X1000

Istnieje przygotowana dystrybucja Linuxa – Ubuntu na ten komputer.
Specyfikacja według producenta:
- Standard technologiczny ATX
- Dwurdzeniowy procesor PWRficient PA6T-1682M 2,0 GHz
- Koprocesor: "Xena" 500 MHz XCore XS1
- ATI Radeon R700
- Dźwięk: 7.1 HD
- 4 sloty DDR2 SDRAM
- 10× USB 2.0
- 1× Gigabit Ethernet
- 2× PCIe ×16
- 2× PCIe ×1
- 2× PCI
- 1× Xorro (Złącze magistrali Xeny)
- 1× Compact Flash
- 2× RS-232
- 4× SATA 2
- 1× PATA
- 1× JTAG

## seria AmigaOne X5000 (różne modele)
- Procesory: Freescale P3041 / P5020 / P5040 1,5 GHz do 2,4 GHz
- Koprocesor Xena
- Grafika: nie określono, prawdopodobnie Radeon HD 5000+[9]
- 6× USB 2.0
- 1× Gigabit Ethernet
- 2× PCIe x16 (1×16 lub 2×8)
- 2× PCIe x1
- 1× Xorro
- 2× PCI
- 2× RS-232
- 2× SATA 2
- 1× ISerial
- 1× MicroSD